# La Puerta (Catamarca)
La Puerta é um município da Argentina, localizada no departamento de Ambato, província de Catamarca.